# Bouère
Bouère é uma comuna francesa na região administrativa da Pays de la Loire, no departamento Mayenne. Estende-se por uma área de 42,54 km². Em 2010 a comuna tinha 1 097 habitantes (densidade: 25,8 hab./km²).

## Geografia
No sudeste de Mayenne, é um país velho de Anjou, situado entre Grez-en-Bouère e Saint-Denis-d'Anjou. Cidade situada nas carreiras de mármore que fazem exame da parte no desenvolvimento de Basilica do Sacré Cœur, e a estação do Gare Saint-Lazare em Paris.

## Evolução demográfica
| Ano  | População | Ano  | População |
| 1962 | 993       | 1968 | 1,149     |
| 1975 | 1,030     | 1982 | 911       |
| 1990 | 857       | 1999 | 907       |
| 2004 | 921       |      |           |
| ---- | --------- | ---- | --------- |